# Yeadon, West Yorkshire
Yeadon este un oraș în comitatul West Yorkshire, regiunea Yorkshire and the Humber, Anglia. Orașul se află în districtul metropolitan Leeds și este situat în apropierea Aeroportului Internațional Leeds-Bradford.